# یورک‌تاون (تگزاس)
یورک‌تاون(به انگلیسی: Yorktown, Texas) شهری در ایالت تگزاس از ایالات جنوبی ایالات متحده آمریکا است. در سرشماری سال ۲۰۰۰، جمعیت این شهر ۲۲۷۱ نفر اعلام شد.